# Verdienter Jurist der Deutschen Demokratischen Republik
Verdienter Jurist der Deutschen Demokratischen Republik war eine staatliche Auszeichnung  der Deutschen Demokratischen Republik (DDR), welche in Form eines Ehrentitels mit Urkunde und einer tragbaren Medaille verliehen wurde. 

## Beschreibung
Der Ehrentitel eines verdienten Juristen wurde 1979 geschaffen. Er konnte verliehen werden für hervorragende Verdienste bei der Festigung der sozialistischen Gesetzlichkeit und langjähriger Arbeit in den Organen der Rechtspflege. Verleihungsberechtigter Personenkreis waren Staatsanwälte, Juristen, Richter, Rechtsanwälte sowie Notare. Ihre Verleihung war nur einmal zulässig und erfolgte nur an Einzelpersonen. Zum Ehrentitel gehörten die Medaille sowie eine Geldprämie. 
Die Verleihung erfolgte durch den Generalstaatsanwalt der DDR, den Minister der Justiz sowie durch den Präsidenten des Obersten Gerichts der DDR jährlich am 8. Dezember, wobei die Höchstzahl der Verleihungen auf 40 Ehrentitel jährlich begrenzt war. Als Verdienter Jurist ausgezeichnet wurden u. a. Hilde Benjamin und Erich Mielke.

## Medaille zum Ehrentitel
Die vergoldete Medaille mit einem Durchmesser von 32 mm zeigt auf ihrem Avers mittig das Staatswappen der DDR umschlossen von der Umschrift: VERDIENTER JURIST (oben) DER DDR (unten). Die Umschrift selber war von zwei unten gekreuzten nach oben hin gebogenen offenen Lorbeerzweigen umschlossen. Das Revers der Medaille zeigte dagegen die vierzeilige Inschrift: * / SOZIALISTISCHE / RECHTSPFLEGE / ZUM WOHLE / DES VOLKES / *. Getragen wurden die Medaille an der linken oberen Brustseite an einer rechteckigen rot bezogenen Spange. Die Interimsspange war von gleicher Beschaffenheit und zeigte zusätzlich die 10 mm große goldene aufgesetzte Miniatur des Staatswappens der DDR.